# Vampirella (Film)
Vampirella ist ein US-amerikanischer Direct-to-Video-Vampirfilm aus dem Jahr 1996. Er basiert auf der Comicfigur Vampirella von Forrest J. Ackerman, welche 1969 zuerst erschien.

## Handlung
Der Film beginnt 3.000 Jahre (im Film 30 Jahrhunderte) in der Vergangenheit. Auf dem Planeten Drakulon leben die Einwohner in Harmonie mit der Natur. Ihre Nahrung beziehen sie vom warmen Blut, welches in Flüssen fließt. Doch es gibt auch einen Stamm, der sich vom warmen Blut dieser Einwohner ernährt und dadurch an Stärke gewinnt. Ihr Anführer ist der extrovertierte Vlad Tepish. Dieser wurde allerdings gefasst und soll sich für seine Verbrechen vor dem hohen Rat Drakulons verantworten. Vlad kann sich aber befreien und wird dabei von seinen Untergebenen Demos und Traxx sowie seiner Geliebten Sallah unterstützt. Gemeinsam töten sie den ganzen Rat, während Vlad den Ratsanführer mit einem Biss tötet und ihn aussaugt. Daraufhin fliehen die vier zur Erde. Die Stieftochter des Ratsanführers, Ella, erscheint kurz darauf im Rat und ist entsetzt über den Anblick. Obwohl ihr Stiefvater sie mit seinen letzten Worten bat, keine Rache zu nehmen, schwört Ella diese dennoch. Ausgerüstet mit einem Serum, der ihren Blutdurst unterdrückt und in einem Armreif aufbewahrt wird, folgt sie Vlad und seinen Getreuen zur Erde. Kurz vor dem Mars gerät Ellas Raumschiff in eine Ionenwolke, die das Raumschiff unbrauchbar macht. Ella landet auf dem roten Planeten und schließt sich in eine Kapsel ein, in der sie schlafend die nächsten 3.000 Jahre verbringt, bis eine Marsmission von der Erde sie findet und mitnimmt. Als sie erwacht, hypnotisiert sie die Astronauten und versetzt sie in einen Tiefschlaf. So gelangt Ella auf die Erde.
Kurz darauf rettet Ella den Computerfreak Forry Ackerman vor einer Gruppe Schurken, der sie zum Dank bei ihrer Suche unterstützt. Mit seiner Hilfe kann sie Traxx aufspüren, der als Professor in einer nahegelegenen Universität arbeitet und dort den Vampirismus als Mythos abtut. Als Ella ihn dort aufsucht, trifft sie auf einen scheinbar geläuterten Traxx, der angibt, mit Vlad gebrochen und über die Zeit mehrere Familien gegründet zu haben. Ella glaubt ihm jedoch nicht und greift ihn an. Es kommt zum Kampf, den Ella gewinnt, indem sie Traxx aus dem Fenster tritt, so dass dieser in einen Zaun stürzt, der ihn aufspießt und so tötet. Daraufhin begibt sie sich zu seinem Wohnort und erblickt im Zimmer von Traxx’ Kindern ein Poster von Vlad, der als Jamie Blood eine Show in Las Vegas, Nevada gibt.
Doch nicht nur Ella sucht nach Vlad, auch eine Organisation namens Purge, die seit Jahrhunderten gegen Vlad und seine Vampire kämpft und aktuell von Adam van Helsing geleitet wird, wollen ihn zur Strecke bringen. Dabei hat die Organisation Glück, denn bei einer unscheinbaren Operation, in der man den brasilianischen Vampir Carlos festnehmen wollte, können sie Vlads rechte Hand Demos schnappen. Unter Folter gibt er Informationen zu Vlads aktueller Identität und bestätigt, dass Vlad einen großen Coup plant. Sowohl Ella als auch Purge machen sich daraufhin auf den Weg nach Las Vegas, wobei Ella schneller vor Ort ist und Vlads Show verfolgt. Im Anschluss versucht sie mit ihrem Tarnnamen Vampirella Vlad zu becircen und ihn an einem abgelegenen Ort mit einem Biss zu töten, was allerdings auch Vlad versucht. Beide werden jedoch von Purge überrascht und Vlad hält Ella für eine Spionin, die ihn reingelegt hat. Beide werden von Adam festgenommen und sollen zum Hauptquartier gebracht werden, um sie zu verhören. Jedoch kann Vlad den Fahrer des Transporters hypnotisieren, so dass dieser einen Unfall verursacht und er sich befreien kann. Daraufhin versucht er Adam mit einem Biss zum Vampir zu machen, wird aber von Ella aufgehalten. Da Vlad glaubt, sich in ihr getäuscht zu haben, will er sie an seine Seite ziehen. Jedoch enthüllt Ella ihre wahre Identität und greift Vlad an. Da er jedoch zu geschwächt ist, tritt er die Flucht an. Ella will ihm folgen, lässt aber aufgrund von Adams Bitten nach Hilfe davon ab und rettet ihn. In einem nahegelegenen Hotel erholen sich Adam und Ella von den Geschehnissen und lernen sich so besser kennen. Ella zeigt ihm, was sie ist und erzählt ihre Geschichte. In der Zwischenzeit ist auch Vlad in sein Domizil zurückgekehrt.
Adam lädt Ella in das Hauptquartier von Purge ein, wo sie seine rechte Hand Walsh sowie deren Wissenschaftler Professor Steinman kennenlernt. Während Steinman freudig seine neue Erfindung vorstellt, eine Kanone, die konzentriertes UV-Licht abfeuert, ist Walsh von Ella weniger überzeugt. Sie erklärt, dass Vlad über die ganze Zeit die Vampire falsch dargestellt hat. Vermutlich wegen der atmosphärischen Bedingungen während Vlads Ankunft, sind seine Untergebenen und er mutiert, z. B. infiziert der Biss eines Vampirs sein Opfer und macht es zu einem der ihren, anstatt es zu töten. Auch die Schwäche gegenüber Sonnenlicht rührt anscheinend daher. Walsh glaubt ihr aber nicht und weist Adam erbittert darauf hin, sie loszuwerden, da er ihr nicht traut und sie nur für eine Spionin von Vlad hält, die ihm den Kopf verdrehen soll. Unter vier Augen entschuldigt sich Adam bei Ella für Walsh’s Verhalten. Er begründet dies mit dem Tod seines Vaters Conrad, mit dem Walsh sehr gut befreundet war und Purge vor Adam leitete. Conrad van Helsing wurde von Vlad gebissen und verwandelte sich in einen Vampir. Angewidert von seiner Existenz bat er seinen Sohn, ihn zu töten, was dieser auch tat. Ella entwickelt Gefühle für Adam und versucht sich ihm anzunähern, was dieser jedoch ablehnt und geht. Als Adam bei sich zuhause ankommt, wird er von drei Vampiren überrascht und entführt.
Vlad lässt daraufhin einen Geiselaustausch arrangieren und Purge zukommen. Walsh erklärt Ella, dass er beschlossen hat, das Angebot einzugehen, um Demos gegen Adam auszutauschen und sie soll dies übernehmen. Walsh ist darüber sehr wütend und macht Ella persönlich klar, dass er ihr nicht traut und sie töten wird, sollte Adam etwas geschehen. In einem Vergnügungspark nahe Las Vegas treffen sich Ella und Purge mit Demos im Schlepptau mit den Vertretern von Vlad, darunter Vlads Sicherheitschef Quinn. Der Austausch scheint reibungslos über die Bühne zu gehen, doch Adam verhält sich Ella plötzlich nahe, weswegen sie den vermeintlichen Adam niederschlägt. Tatsächlich handelt es sich hierbei um einen Vampir, der Adams Aussehen angenommen hat. Die Purge-Einheiten eröffnen das Feuer und töten zwei Vampire, Demos und Quinn können entkommen und Ella verfolgt sie, was für Walsh nur eine Bestätigung seiner Vermutung sei.
Demos wird nach seiner Rückkehr von Vlad empfangen und muss sich dessen Vorwürfen stellen, dass er, während des Vorabends von Vlads großen Plan, unter Folter seine Identität preisgegeben hat. Ella hat derweil die Basis erreicht, auf der Suche nach Adam gelangt sie unerkannt in einen Konferenzraum, indem Vlad gerade seinen großen Rat begrüßt und ihnen den Plan vorstellt. Durch die großzügige finanzielle Hilfe konnte Vlad einen Satelliten in die Erdumlaufbahn bringen, der in Kürze einen dunklen Rauch über den ganzen Planeten verteilen soll, der die Sonne verdunkeln und wie ein begrenzter nuklearer Winter wirken soll. In dieser Zeit starten Vlad und seine Untergebenen einen Großangriff auf die Menschheit, um diese zu vernichten. Während Vlad die Sache anführt, agieren Demos als General und Sallah als Kommandantin des Hauptquartiers. Ella, die alles mitgehört hat, begibt sich zur Kommunikationszentrale und warnt Purge und Walsh, der nach Erhalt der Warnung sein Misstrauen gegenüber Ella aufgibt und zur Mobilisierung der Truppen aufruft. Derweil gelingt es ihr, den bewusstlosen Adam in einem Lagerraum zu finden, wird dabei aber von Vlad, Quinn, Demos und Sallah erwischt. Vlad versucht erneut, sie davon zu überzeugen, sich ihm anzuschließen und gibt das Geheimnis preis, das beide vom gleichen Territorium Drakulons stammen. Da sich Ella aber nicht überzeugen lässt, entwendet Vlad ihr den Armreif mit dem Serum und sperrt sie zusammen mit Adam im Lagerraum ein, damit sie sich von seinem Blut ernährt, sollte sie sich weiter gegen ihn stellen.
Während Vlad und seine Untergebenen die letzten Vorbereitungen ihres Plans abschließen und den Countdown starten, erwacht Adam im Lagerraum. Ella erklärt ihm, was Vlad plant. Da Ella schon lange kein Serum zu sich genommen hat, droht sie dem Blutdurst zu verfallen. Um zu verhindern, dass sie dies an Adam auslässt, lässt sie sich von ihm an die Wand ketten. Dabei gestehen beide ihre Zuneigung zueinander. Adam versucht daraufhin erfolglos aus dem Lagerraum auszubrechen und muss mit ansehen, wie Ella sich verwandelt. Dabei reißt sie sich von ihren Ketten los und greift Adam an. Mit dem Rest ihres Verstandes kämpft Ella dagegen an. Da Adam aber keinen anderen Ausweg sieht, streckt er ihr freiwillig sein Handgelenk hin, damit sie von seinem Blut trinken kann, was Ella auch tut.
Nachdem Ella Adam notdürftig medizinisch versorgt hat, wird sie von Vlads Wachen abgeholt, der sie sehen will. Sie schaltet diese jedoch aus und gibt Adam eines der Gewänder, damit er sie zu Vlad bringt. Dieser ist erfreut, dass sie sich scheinbar von Adam genährt hat und heißt sie in seiner Mitte willkommen. Doch Ella nutzt die Gelegenheit und greift Vlad an. Zeitgleich wird das Hauptquartier von Purge-Truppen angegriffen. Während der Wirren des Gefechts kann Ella die Kontrollanlage des Satelliten zerstören, was auch diesen mit zerstört. Demos, Quinn und Sallah werden getötet und Vlad flieht. Ella verfolgt ihn und stellt ihn am Hoover-Damm. Es kommt zum Kampf zwischen den beiden. Ella gelingt es zwar, Vlad mit einer Metallstange durch die Brust aufzuspießen, doch der stirbt davon nicht. Daraufhin reißt er die Stange aus der Brust raus und hebt sie in die Luft, woraufhin sie von ein Blitz eines aufziehenden Gewitters getroffen wird, der Vlad in Brand steckt. Taumelnd stürzt er über eine Brüstung den Damm hinunter und stirbt. Ella hat den Tod ihres Stiefvaters gerächt. Sie entscheidet sich jedoch, auf der Erde zu bleiben, um Frieden zwischen den Menschen und den verbliebenen Vampiren zu vermitteln.

## Produktion
Nachdem der 1969 erstmals erschienene Comic zu einem der erfolgreichsten Independent-Comics wurde, gab es schon in den 1970er Jahren die Idee, den Stoff in einen Film zu adaptieren. Hierfür sicherten sich Hammer Films die Rechte an Vampirella. Hammer waren zuvor mit Mystery- und Horrorfilmen erfolgreich, darunter die Dracula-Filmreihe, in der Christopher Lee die Rolle des Vampirs übernahm. 1976 zeichnete sich ein Film ab, in dem Namen wie die ehemaligen Bondgirls Caroline Munro oder Valerie Leon die Rolle der spärlich bekleideten Titelheldin übernehmen sollten. Ebenso waren Peter Cushing in der Rolle des Pendragon sowie Donald Pleasence vorgesehen. Das Projekt wurde jedoch nicht umgesetzt, da James Warren, der Chef von Warren Publishing, bei dem Vampirella erschien, sich weigerte, die Merchandiserechte an der Figur an Hammer abzugeben. Zwei Jahre später ergab sich wieder die Gelegenheit an einem Filmprojekt zusammen mit American International Pictures. Barbara Leigh sollte diesmal Vampirella spielen, Christopher Wicking schrieb das Drehbuch und John Hough sollte Regie führen. Jedoch entschied sich der Chefproduzent Samuel Z. Arkoff dagegen den Film zu machen. American International Pictures schloss seine Pforten 1980.
Ohne neue konkrete Pläne wurden die Filmrechte hin- und hergeschoben. In den 1980ern lagen sie bei Peter Gruber und Jon Peters von Polygram, ehe sie bei Roger Corman und Jim Wynorski landeten. Wynorski band seinen Freund Gary Gerani mit ins Projekt ein, der das Drehbuch schrieb. Dabei wurde er gezielt ausgewählt, da Gerani als großer Vampirella-Fan bekannt war.
Jedoch verlief die Produktion sehr problematisch. Jim Wynorski bezeichnete Vampirella als den Film, den er lieber ihn nicht gedreht hätte. Die Probleme fingen schon bei der Besetzung der Titelrolle an. Als erste Favoritin Wynorskis galt die Sängerin Paula Abdul. Später wollte er unbedingt Julie Strain in der Rolle. Die Produzenten und insbesondere Roger Corman sahen in ihr aber nicht den gewünschten Publikumsmagneten und drängten Wynorski auf Talisa Soto. Soto war Model und ehemaliges Bondgirl (sie spielte Lupe Lamora in James Bond 007 – Lizenz zum Töten) und 1995 in der erfolgreichen Videospielverfilmung Mortal Kombat in der Rolle der Prinzessin Kitana zu sehen. Wynorski bezeichnete Soto als eine sehr attraktive Frau, die ästhetisch jedoch nicht in das Bild der Vampirella passte. Eine der großen Änderungen zeigt u. a. das Outfit, dass Soto in dem Film trägt, welches sich sehr von dem ikonischen Outfit aus den Comics unterschied und weniger freizügig war. Obwohl es Promobilder mit Soto in einem, dem Comic gleichen, Outfit gibt, entschied man sich dagegen, dieses im Film zu nutzen. Allgemein bezeichnete Wynorski die Darsteller als gut, Roger Daltrey, der vormals Sänger der sehr erfolgreichen britischen Rockband The Who war, sogar als großartig an.
Auch der Dreh entwickelte sich für Wynorski zum Albtraum. Man drehte in der Umgebung von Las Vegas, Nevada, wo die Temperaturen täglich über 40 °C stiegen. Einige Crewmitglieder gingen täglich in den Casinos von Las Vegas spielen und betranken sich dabei ordentlich, so dass sie am darauffolgenden Drehtag völlig arbeitsunfähig waren. Zudem ging ein Dieb am Set herum, der stetig Geld und Ausrüstung erbeutete. Wynorski begründete später, entgegen seiner Motivation, die Fertigstellung des Films mit dem drohenden Verlust der Filmrechte an Vampirella, die sechs Monate zu Beginn der Produktion ausliefen. Er mochte zudem die Filmmusik von Joel Goldsmith.
Für den Film war schon ein Sequel mit dem Titel Dark Avenger of Death geplant, welcher nach den Credits angekündigt wurde. Aufgrund der schlechten Kritiken kam dieser Film aber nicht zustande. Dynamite Entertainment, die derzeit den Comic veröffentlichen, kündigten 2021 einen neuen Film an, dem eine Fernsehserie folgen soll.

## Kritik
Die Website Cinema.de nennt das Werk „Horrortrash“ und urteilt: „Unfreiwillige Komik im bunten Pin-up-Look“.

## Trivia
- Der Co-Schöpfer von Vampirella Forrest J. Ackerman hat in dem Film ein Cameo als Clubbesitzer, in dem Vlad als Jamie Blood auftritt. Die Figur des Forey Ackerman ist ebenso nach ihm benannt. Ebenfalls ein Cameo in dem Film hat der Regisseur John Landis, er ist der bärtige Astronaut.
- Am 21. August 2015 und am 31. Oktober 2020 lief der Film in der Reihe Die schlechtesten Filme aller Zeiten auf Tele 5.